# Fredskyrkorna i Jawor och Świdnica
Fredskyrkorna i Jawor och Świdnica, är de största träkyrkorna i Polen och Europa och ett världsarv.
Kyrkan i Jawor är tillägnad den Heliga Anden, Świdnica är tillägnad den Heliga Trefaldighet. De byggdes i Schlesien i mitten av 1600-talet, i en tid då religiösa stridigheter följde freden i Westfalen. Begränsade av fysiska och politiska omständigheter, blev fredskyrkkorna en vittnesbörd för jakten på religiös frihet och är ett ovanligt uttryck för den lutherska teologin och ett idiom vanligtvis associerad med den katolska kyrkan.
Kyrkorna utsågs till världsarv av Unesco år 2001.

## Kyrkan i Jawor

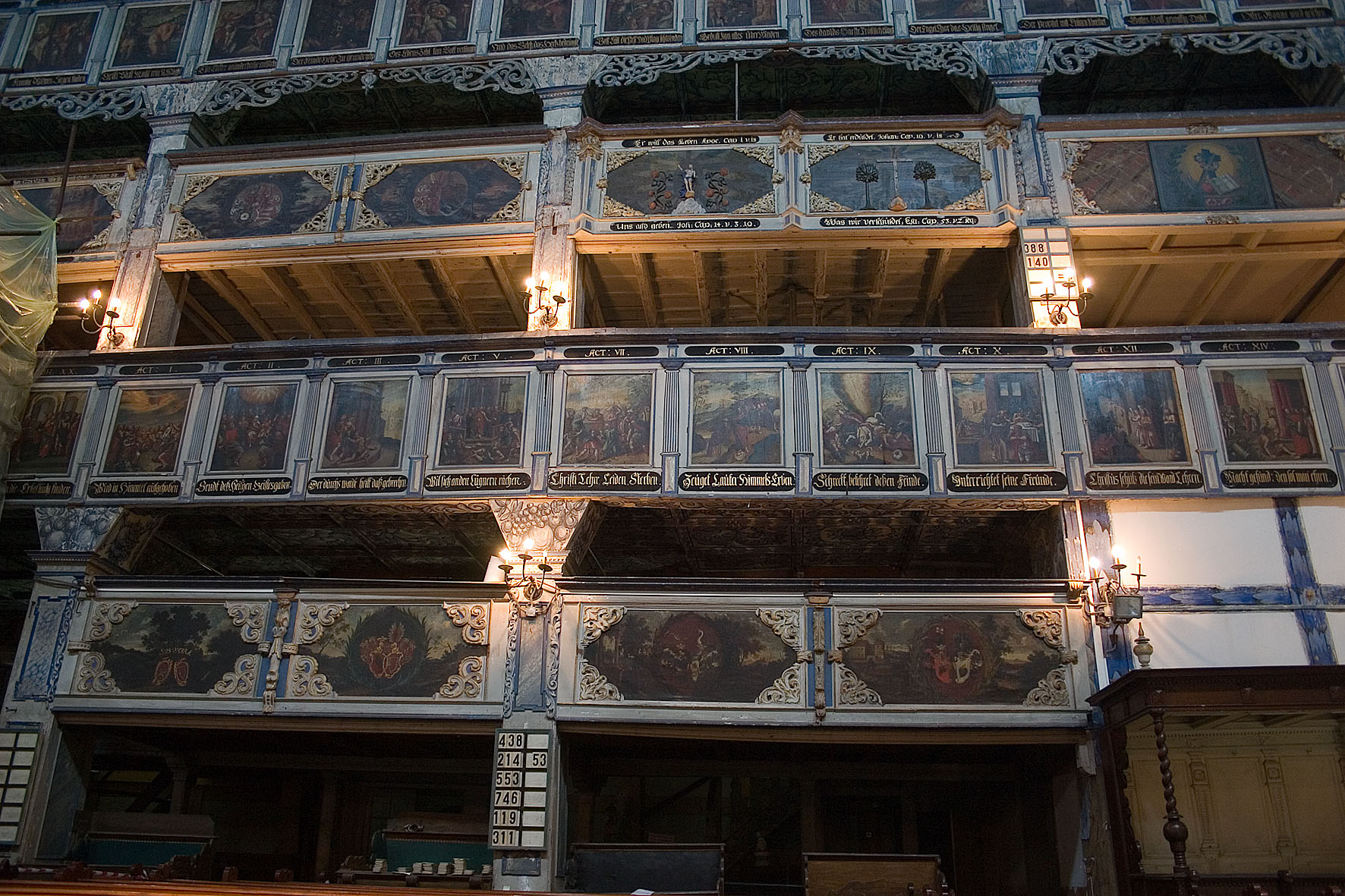
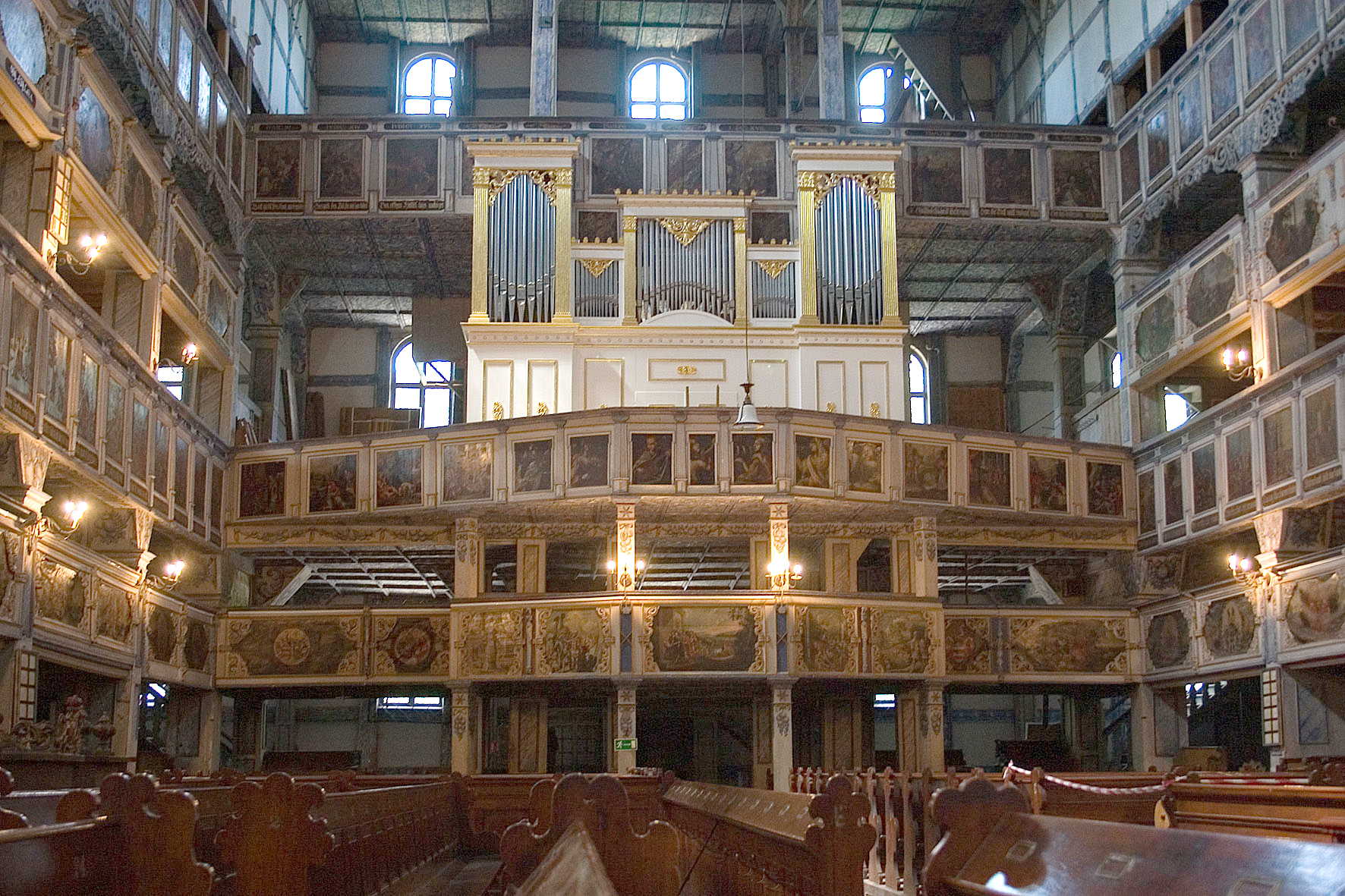
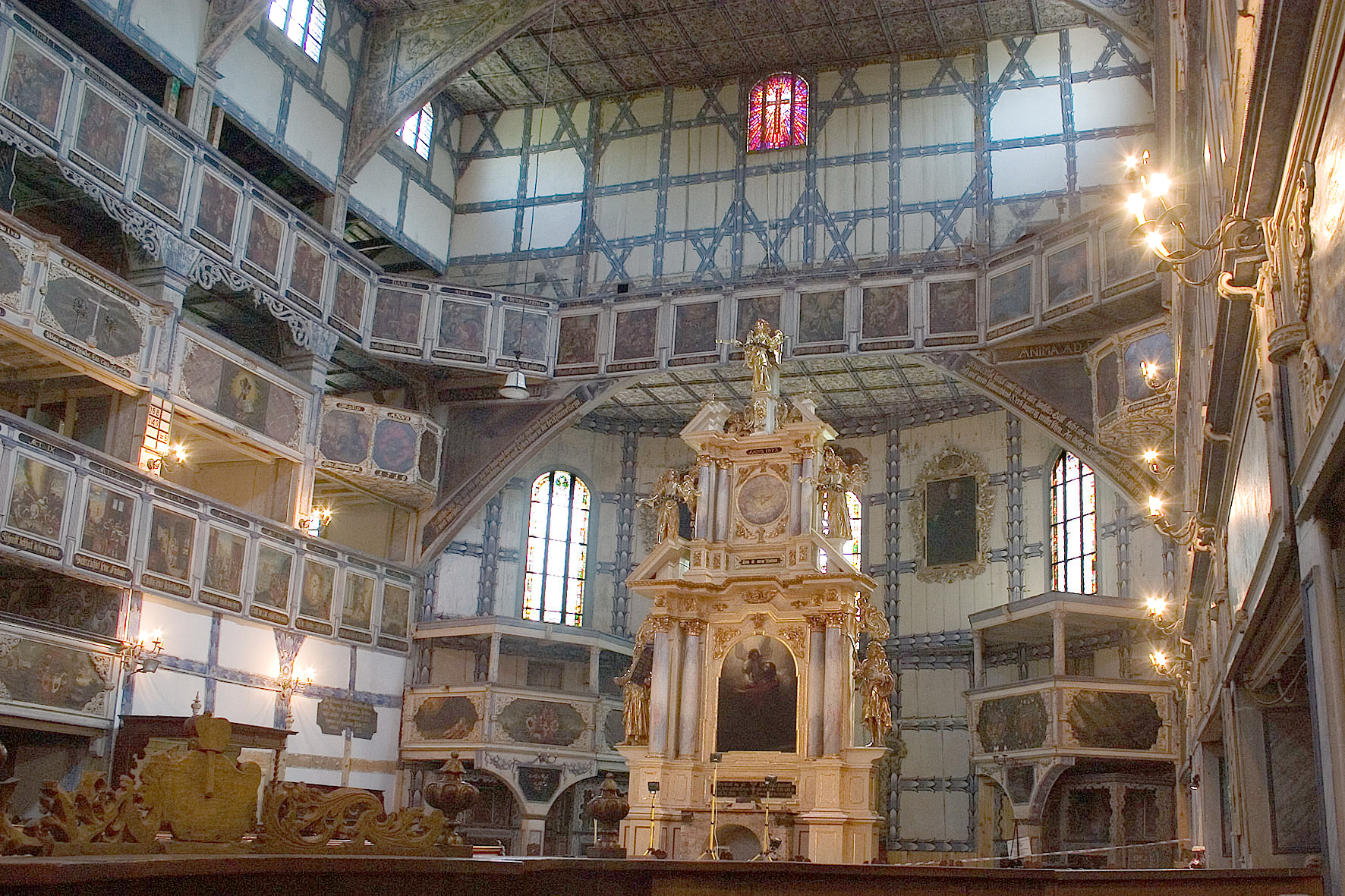

## Kyrkan i Świdnica

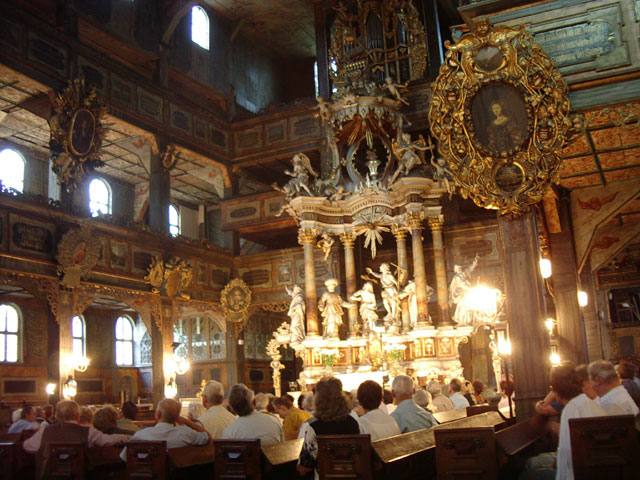
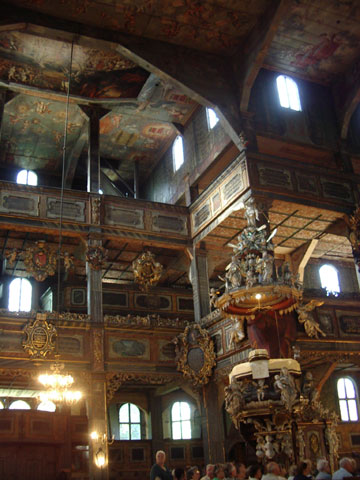
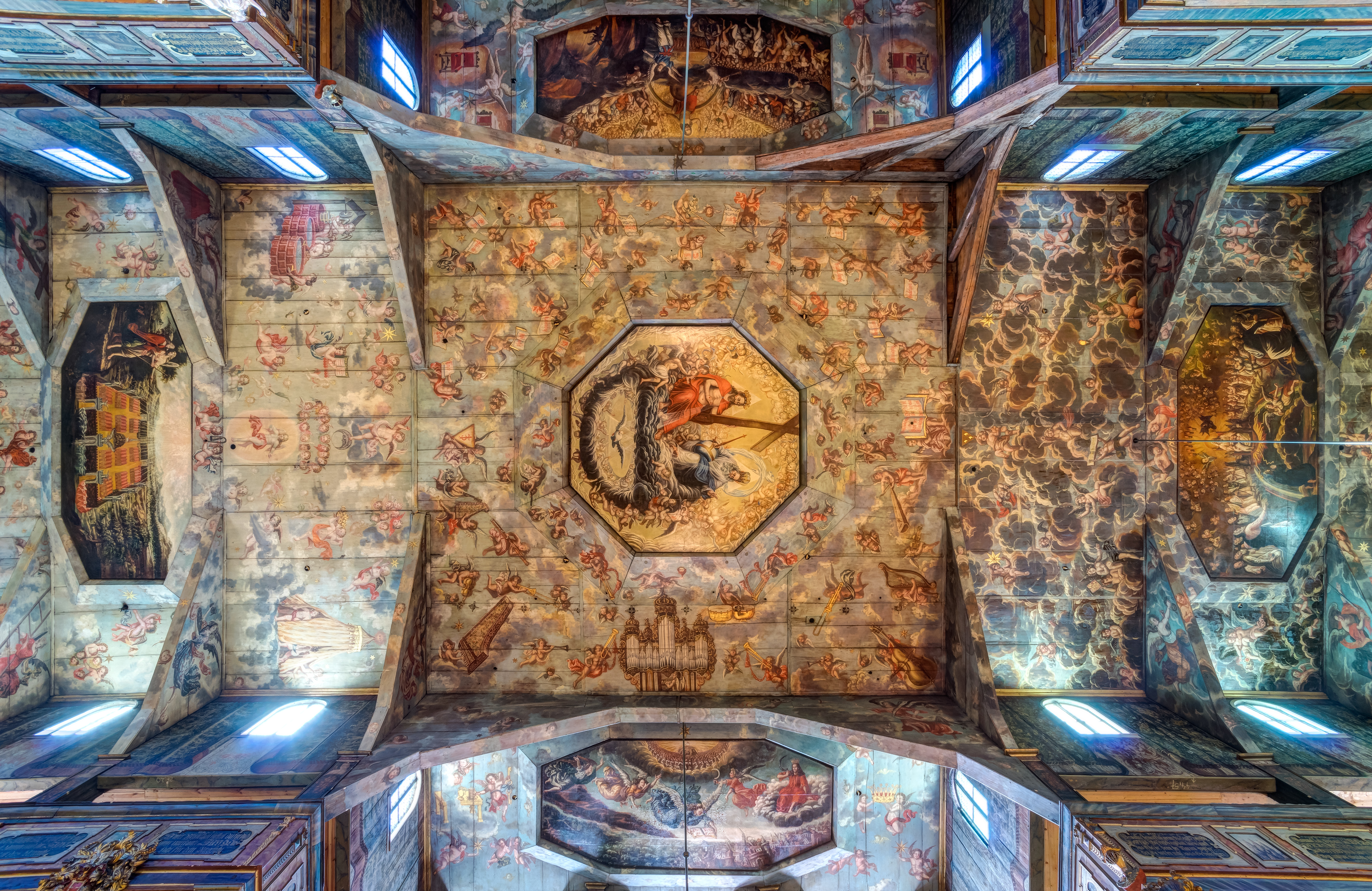